# حاجز الانتشار
حاجز الانتشار (أو الطبقة الحاجزة) هو عبارة عن طبقة رقيقة عادة ما يكون سمكها بالميكرومتر من المعدن، توضع عادة بين اثنين من المعادن الأخرى ليكون بمثابة حاجز لحماية أي واحد من المعادن من إفساد الآخر. ويستخدم في الدوائر الإلكترونية، كما يستخدم أحيانا في البتروليات.

## كيفية اختياره
اختيار حاجز الانتشار يعتمد على وظيفته النهائية، مع توقع درجة حرارة التشغيل وعمر الخدمة؛ فهذه هي المعايير الضرورية لاختيار المادة المكونة للحاجز.
وقد تم تقييم التصاق العديد من التركيبات المعدنية رقيقة السمك، وكذلك توافر خصائص حاجز الانتشار، حيث:
- الألومنيوم يتميز بقدرته على توصيل الحرارة والكهرباء بشكل جيد، وكذلك يتوافر خصائص التخميل الذاتي والالتصاق في أكسيده وتفاعله مع الأكسجين بسهولة.
- النحاس على الرغم من أنه يتفاعل مع الأكسجين بسهولة، إلا أن خصائص الالتصاق ضعيفة في أكسيده.
- الذهب تتوافر فيه تلك الخصائص، كما يتميز بسهولة التطبيق، ولكن مشكلته هي تكلفته العالية.
- الكروم خصائص الالتصاق فيه قوية وممتازة بالنسبة إلى العديد من المواد والمعادن الأخرى بسبب نشاطه الكيميائي.
- النيكل, والتنتالوم, والهافنيوم, والنيوبيوم والزركونيوم, والفاناديوم, والتنجستن تستخدم كحواجز انتشار في استخدامات محددة.
- السيراميك الموصل يمكن استخدامه كذلك، مثل نيتريد التنتالوم, وأكسيد الإنديوم، وسيليكيد النحاس، ونيتريد التنجستن, ونيتريد التيتانيوم